# حادث انحراف ترام كرويدون 2016

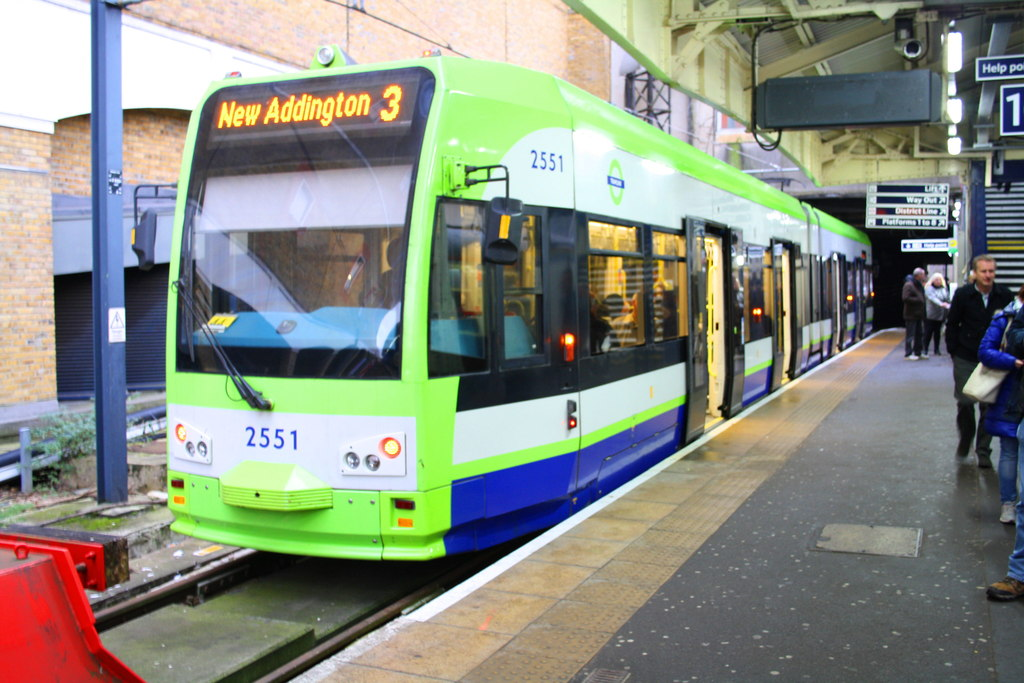
الترام المقصود بالحادث

في 9 تشرين الثاني (نوفمبر) 2016، خرج ترام «بومباردييه CR4000» ذو عربتين، تشغّله شركة «ترام لينك»، عن مساره ما أدى إلى انقلابه على الطريق. وقع الحادث عند تقاطع بالقرب من محطة توقف سانديلاندز في لندن بورو كرويدون. أسفر الحادث عن إصابة 51 شخصًا على الأقل وسبعة قتلى. وقع الحادث في بداية ساعة الذروة، وكان الترام مزدحمًا عندما انقلب.

## الحادث

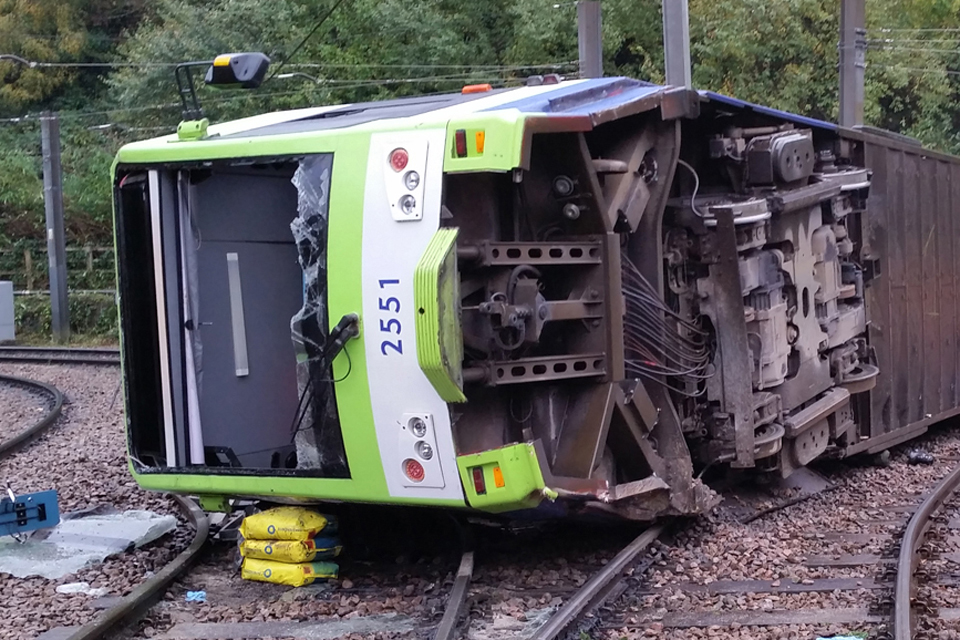
القطار بعد التحطم.

وقع الحادث الساعة 6:10 صباحًا تقريبًا، عند منحنى حاد بالقرب من نقطة تبديل السكة الحديدية حيث يتقاطع الطريق 3 من أدينغتون الجديدة مع الخط القادم من تقاطع باكنجهام ونهاية إلميرز. يقع التقاطع عند أعلى منحدرٍ حاد يضيق باتجاه الزاوية اليسرى ويوصف بأنه «منعطف حاد»، السرعة المقررة لذلك الخط حوالي 20 كم\ساعة. بينت الدلائل الأولية إلى أن سرعة الترام كانت أعلى بكثيرمن السرعة المقررة. الترام رقم 2551 الذي تسبب بالحادث مصمم ليسير بسرعة أقصاها 80 كم\ساعة. أكد مكتب السكك الحديدية والطرق أن الترامات في المملكة المتحدة غير مزودة بنظم أمن وحماية يمكن أن تعمل على تشغيل المكابح تلقائيًا إذا سار الترام بسرعة أكبر من السرعة المحددة.
أكّدت خدمات الطوارئ إصابة 50 شخص بجروح ومقتل خمسة أشخاص مبدئيًا. ثم ارتفع عدد القتلى ليصبح 7 لاحقًا. كما حوصر عدد كبير من الركاب في العربتين جراء انقلابهما.